# 맥스 로카탄스키
맥스 로카탄스키(Max Rockatansky)는 《매드 맥스 시리즈》의 주인공이다. 조지 밀러와 바이런 케네디에 의해 창조되었으며, 《매드 맥스》 (1979), 《매드 맥스 2》 (1981), 《매드 맥스 3》 (1985)에서는 멜 깁슨이 연기를 하였으며, 《매드맥스: 분노의 도로》 (2015)에서는 톰 하디가 연기를 하였다.

## 영화
- 매드 맥스
- 매드 맥스 2
- 매드 맥스 3
- 매드 맥스: 분노의 도로

## 게임
- 매드 맥스 (1990년 비디오 게임)
- 매드 맥스 (2015년 비디오 게임)